# Shard London Bridge
El Shard London Bridge, també anomenat Shard de Vidre, o antigament London Bridge Tower és un gratacel de 87 plantes situat a Southwark, Londres i que forma part del barri del Pont de Londres. La construcció de l'edifici va començar el març de 2009, va ser acabat el 30 de març de 2012 i es va inaugurar el 5 de juliol de 2012. Va estar finalment complet el novembre de 2012. El mirador, situat a la planta 72, s'anomena The View from The Shard (Les Vistes del Shard) i va ser inaugurat l'1 de febrer de 2013.
Amb 309,67 metres d'altura, el Shard London Bridge és actualment l'edifici més alt de la Unió Europea. També és la segona estructura més alta del Regne Unit, després de l'estació de telecomunicacions Emley Moor. La torre piramidal revestida de vidre té 72 pisos habitables, amb una galeria i un mirador en una plataforma a l'aire lliure a la planta 72, a una altura de 244,3 metres (802 peus). Va ser dissenyat per l'arquitecte italià Renzo Piano en substitució de les torres Southwark, un bloc d'oficines de 24 pisos construït en el mateix lloc el 1975. El Shard va ser desenvolupat per Sellar Property en nom de LBQ Ltd i és propietat de Sellar Property juntament amb l'estat de Qatar.

## Context

### Planificació
El 1998, l'emprenador establert a Londres Irvine Sellar i els seus socis d'aleshores van decidir redesenvolupar les Southuwark Towers seguint un llibre blanc del govern britànic que animava el desenvolupament d'edificis alts en els principals centres de transport. Sellar va anar fins a Berlín la primavera de l'any 2000 per conèixer l'arquitecte italià Renzo Piano en un dinar. Segon Sellar, Piano va parlar del seu menyspreu pels edificis alts convencionals durant el dinar, abans de girar la carta del restaurant i esbossar-hi darrere una escultura amb forma d'agulla emergint des del riu Tàmesi.
El juliol de 2002, el llavors viceprimer ministre del Regne Unit John Prescott va ordenar una consulta de planificació després que els plan de desenvolupament rebessin l'oposició de la Commission for Architecture and the Built Environment (Comissió per l'Arquitectura i de l'Entorn Construït) i diversos cossos patrimonials, inclòs el Royal Parks Foundation i l'English Heritage La consulta va tenir lloc l'abril i el maig de 2003, i el 19 de novembre de 2003, el Office of the Deputy Prime Minister (oficina del viceprimer ministre) va anunciar el consentiment del pla. El govern va afirmar:
| « | El senyot Prescott només aprovaria gratacels de disseny excepcional. Per a què un edifici d'aquesta mida sigui acceptable, la qualitat del seu disseny és crítica. Ell està satisfer que la torre proposada és de la més alta qualitat arquitectònica. | » |

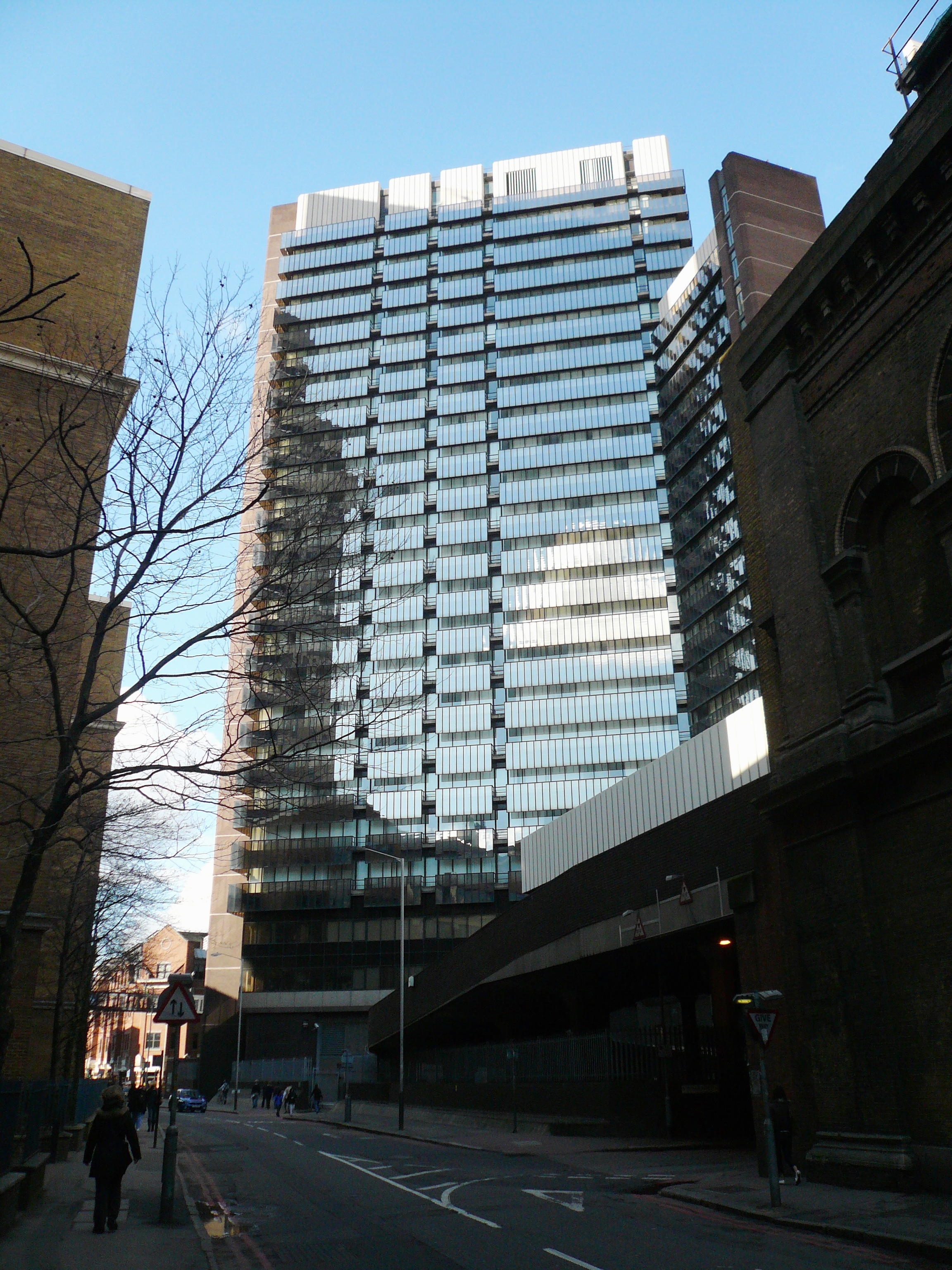
El bloc d'oficines de les Southwark Towers, que van ser enderrocades el 2008 per ser substituïdes pel Shard London Bridge

Sellar i els seus socis originals, CLS Holdings i CN Ltd (actuant per Simon Halabi) van assegurar un paquet de finançament provisional de 196 milions de lliures el setembre de 2006 des de la Nationalwide Building Society i el Kaupthing Singer & Friendlander. Això els va permetre pagar els costos ja incorreguts i comprar l'arrendament de les Southwark Towers als inquilins de l'edifici, PricewaterhouseCoopers. La possessió vacant del lloc es va assegurar un any més tard, després que PricewaterhouseCoopers completés el trasllat de les seves operacions.
El setembre de 2007 van començar les preparacions per la demolició de les Southwark Towers. Tanmateix, a finals de mes, turbulències en els mercats financers segons es diu van posar la construcció del Shard en risc.
El novembre de 2007, es va adjudicar el contracte per construir el Shard a l'empresa constructora Mace per un preu fixat en els 350 milions de lliures. No obstant això, el preu va augmentar a 435 milions de lliures l'octubre de 2008.
L'abril de 2008, la demolició de les Southwark Towers estava visiblement en curs, i a l'octubre, l'edifici s'havia reduït considerablement en altura, i ja no era visible en l'skyline londinenc. La demolició es va completar a principis de 2009, i es va preparar el lloc per començar la construcció del Shard.

### Finançament
A finals del 2007, la incertesa en la recopilació dels mercats financers globals va provocar preocupacions sobre la viabilitat del Shard. No obstant això, el gener de 2008, Sellar va anunciar que havia assegurat un consorci d'incersors qatarians que havien posat 150 milions de lliures per assegurar el 80% del projecte. El consorci incloïa el Qatar National Bank (QNB), Qinvest, Qatari Islamic Bank i el promotor immobiliari qatarià Barwa Real Estate, així com Sellar Property. El pacte implicava la compra de participacions de Halabi i CLS Holdings i part de les participacions de Sellar Property. Els nous propietaris es van comprometre a fer la inversió inicial, que va permetre començar per la construcció de la torre. El 2009, l'Estat de Qatar va consolidar la seva propietat de London Bridge Quarter, inclòs el Shard, a través de la compra de participacions dels inversors privats de Qatar.

## Arquitectura

### Distribució
| Plantes | Espai Designat           |
| 75–87   | Agulla                   |
| 68-72   | Mirador                  |
| 53–65   | Apartaments Residencials |
| 52      | Spa                      |
| 34–52   | Hotel Shangri-La         |
| 31–33   | Restaurants              |
| 2–28    | Oficines                 |
| 0-1     | Vestíbul                 |
| ------- | ------------------------ |

Fonts: The-Shard.com i Billionpoints.de.

## Construcció

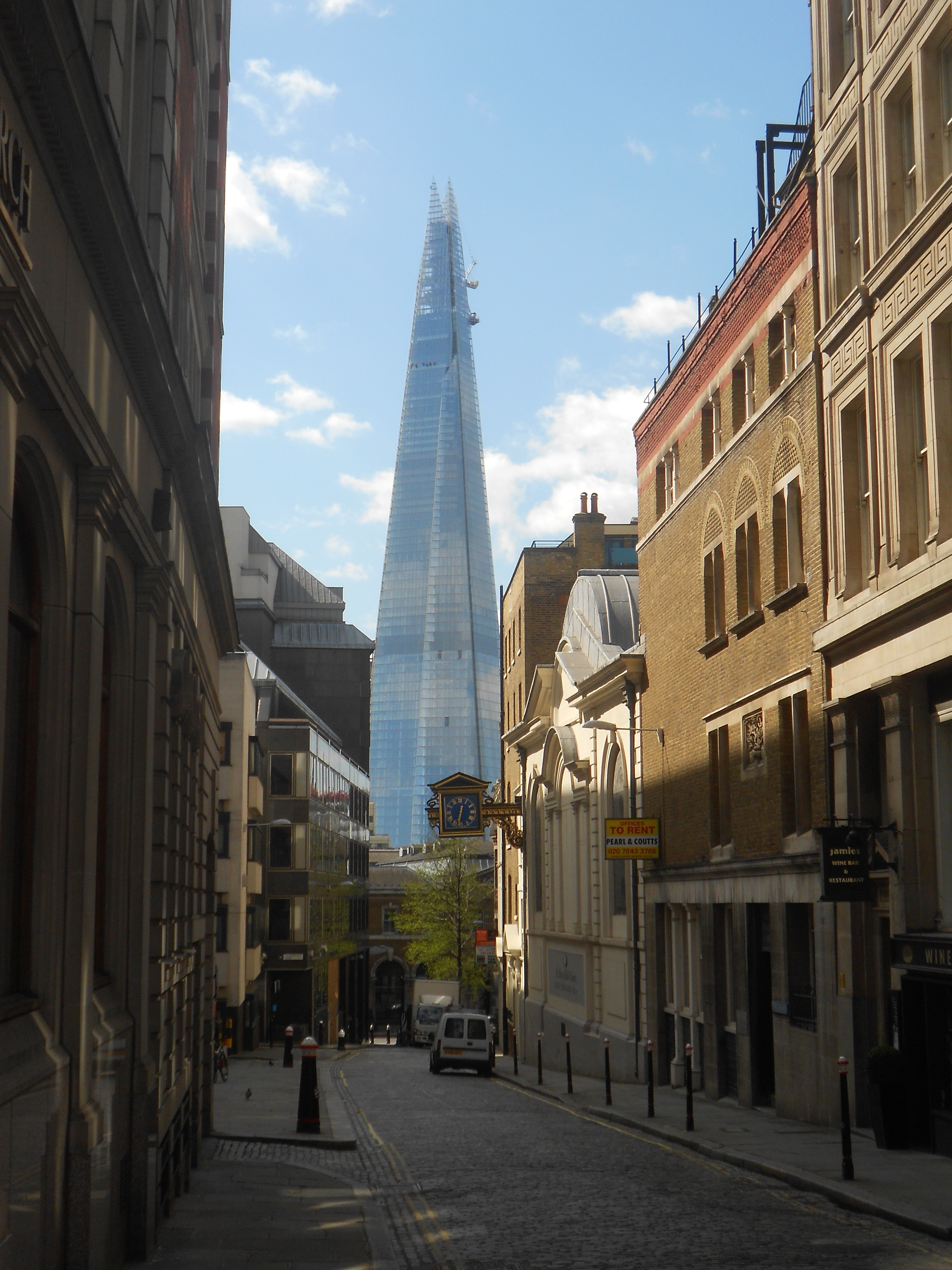
El Shard des del carrer Great Tower Street, l'abril de 2012

### 2009
El febrer de 2009, una grua mòbil i un petit martinet van aparèixer en el lloc. A principis de març de 2009, la grua va començar a apilar bigues d'acer a terra, com a preparació de l'estructura de l'edifici. La construcció completa va començar el 16 de març de 2009. Les obres de demolició del New London Bridge House van començar el maig del mateix any, com a part del projecte London Bridge Place. Les primeres estructures d'acer es van entrar al Shard el 28 d'abril.
En la construcció del Shard es van usar cinc grues, amb quatre d'elles escalant amb la torre a mesura que creixia. La grua 1 va ser erigida el setembre del 2009 i la grua 2 a principis d'octubre. Pels volts del 20 d'octubre, les bigues d'acer van començar a aparèixer, i el formigó es va començar a vertir a la part nord de l'edifici, llest per a la grua 3.

### 2010
Pel març de 2010, la construcció del nucli de formigó avançava a un ritme de 3 metres al dia. Després d'una pausa del març a l'abril de 2010, va seguir avançant, arribant a la planta 33 a mitjans de juny, gairebé assolint l'alçada del Guy's Hospital de Southwark, d'una 143 metres. El 27 de juliol, el nucli va deixar d'aixecar-se, hvant arribat dins el trenta-vuitè pis.
A mitjans de novembre del mateix any, el nucli va arribar a la planta 68, amb l'agulla de la torre fins a la planta 40 i el revestiment de vidre cobrint una tercera part de l'edifici. A finals de novembre, l'alçada del nucli superava els 235 metres, convertint-se en l'edifici més alt de Gran Bretanya, en detriment del One Canada Square, que portava 18 anys sent-ho.

### 2011
El nucli de formigó del Shard va arribar a la planta 72 a principis del 2011, situant-se en els 245 metres (804 peus). A principis de gener de 2011 es va veure la instal·lació de pantalles hidràuliquès, que van ser utilitzades per formar els pisos de formigó de la secció de l'hotel i apartament de la torre, i es va alçar amb els pisos fins al pis 69. El 25 de gener de 2011, les bombes de formigó van començar a bombar el formigó del primer pis al pis 41. A finals de febrer de 2011, el formigó havia arribat a la planta 46, anant a un ritme d'un pis de formigó per setmana. El revestiment de l'estructura també va progressar.

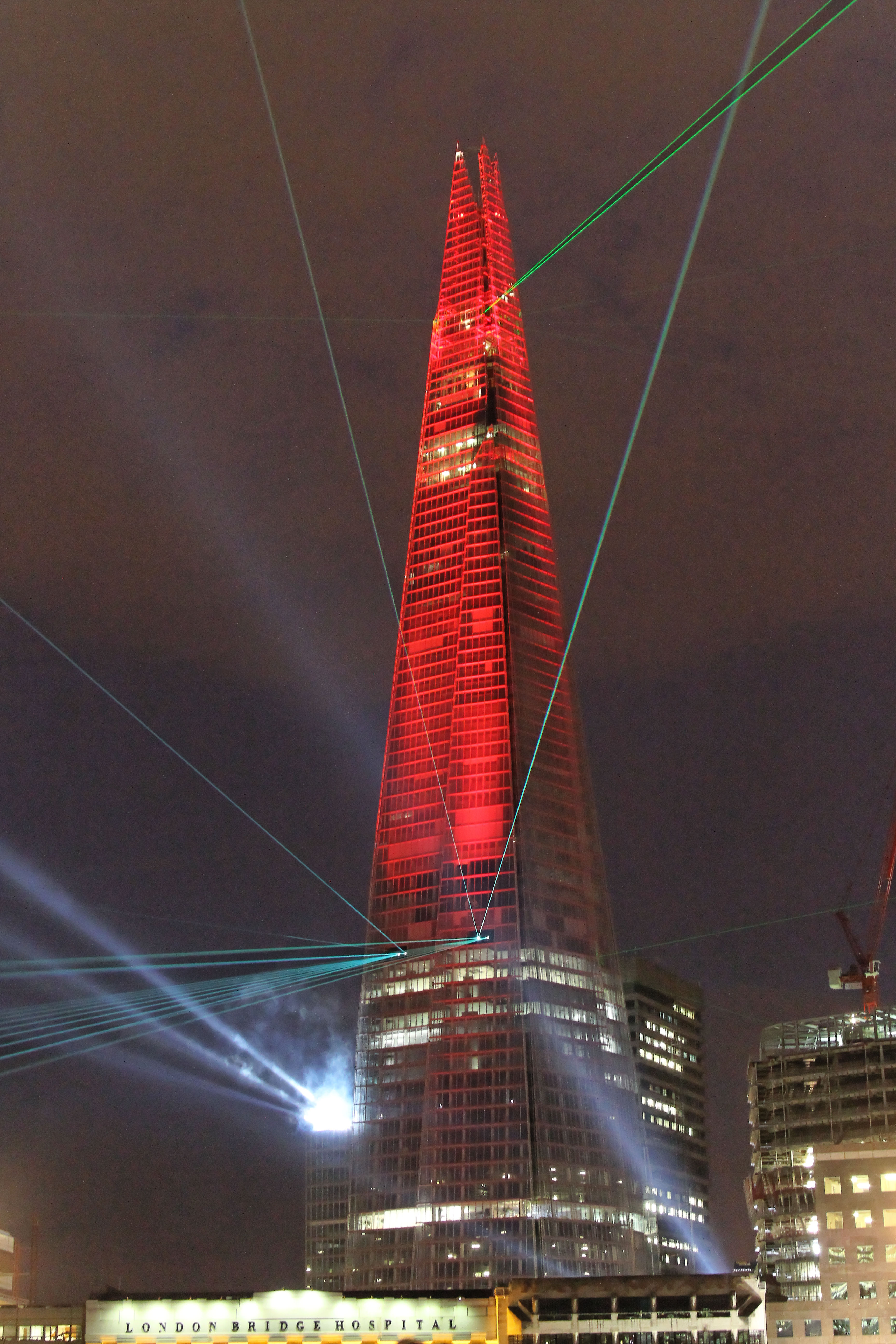
La inauguració del Shard el 5 de juliol de 2012

L'agost de 2011 va haver un progrés constant en la construcció, amb el revestiment arribant a cobrir la meitat de l'exterior de l'edifici. L'abocament de formigó va arribar a la planta 67, i el revestiment fins a la planta 58. A mitjans d'agost, l'estructura del nucli es va retirar. El 19 de setembre de 2011, l'acer de la torre estava arribant a l'altura del nucli complet, uns 244 metres. El 24 de setembre, es va erigir l'última grua (en aquell moment, la més alta de Gran Bretanya) per tal d'instal·lar l'agulla que coronaria l'edifici. L'agulla va ser prefabricada i muntada basada en models en 3D, i sotmeses a proves de funcionament a Yorkshire abans de ser incorporada a l'edifici. A finals de desembre del mateix any, el Shard es va convertir en l'edifici més alt de la Unió Europea, en detriment de la Commerzbank Tower, de Frankfurt, Alemanya.

### 2012
L'estructura d'acer de l'edifici es va completar el 30 de març de 2012, quan l'agulla de 66 metres i 500 tones va ser col·locada en el seu lloc. L'estructura d'acer va arribar doncs a l'altura de 308,5 metres. Les 516 plaques de vidre restants van ser afegides a continuació, fent assolir a l'edifici una alçada de 309,6768 metres.
El Shard va ser inaugurat el 5 de juliol pel primer ministre de Qatar Hamad bin Jassim bin Jaber Al Thani, en una cerimònia on també va assistir el príncep Andreu de York. En l'acte d'inauguració es va veure un espectacle de llums de làser amb 12 làsers i fins a 30 focus, que van il·luminar l'edifici en les vistes de Londres. L'edifici es va completar de manera pràctica el novembre de 2012.

## Galeria de construcció

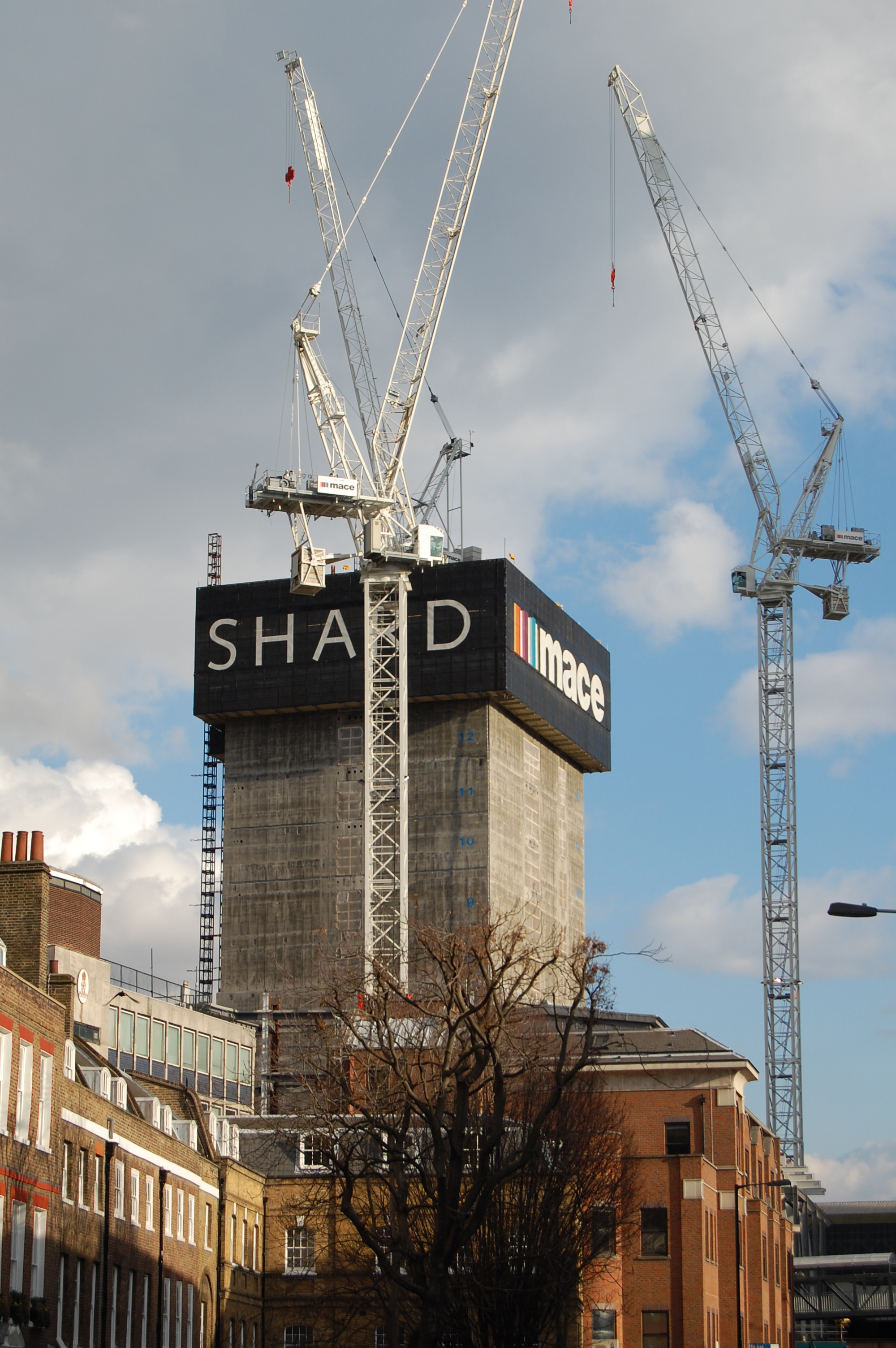
Febrer de 2010
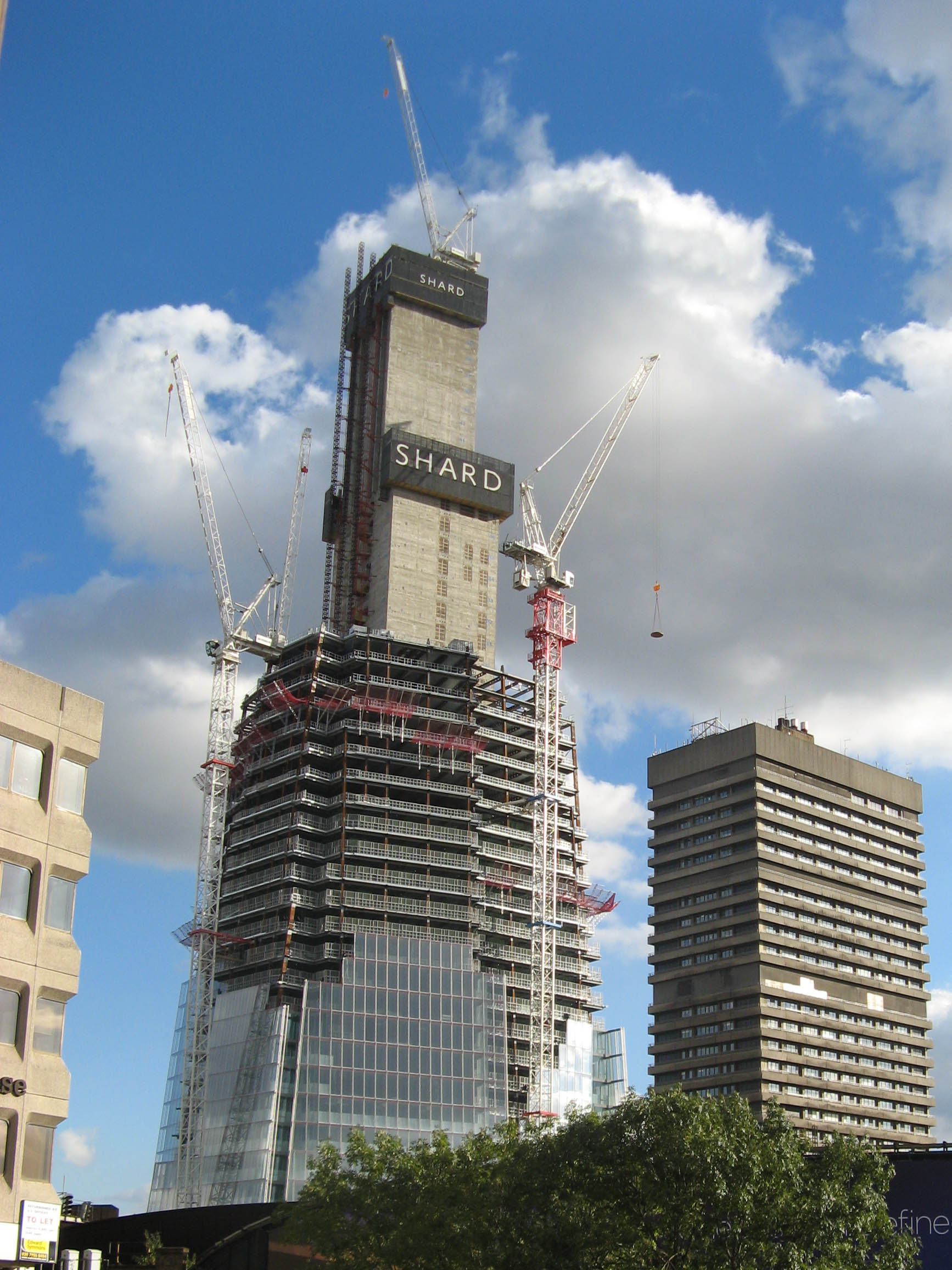
Setembre de 2010
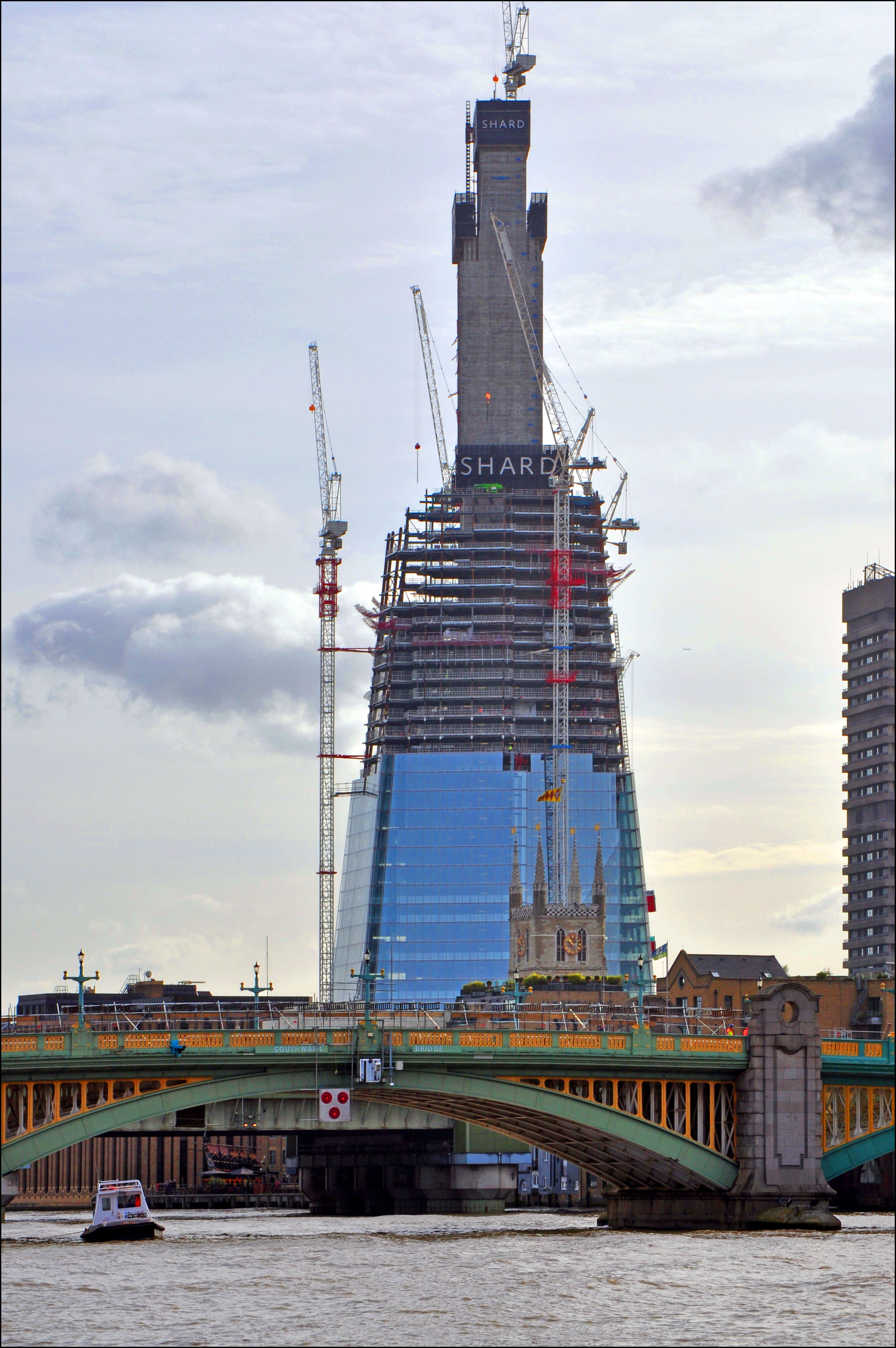
Novembre de 2010
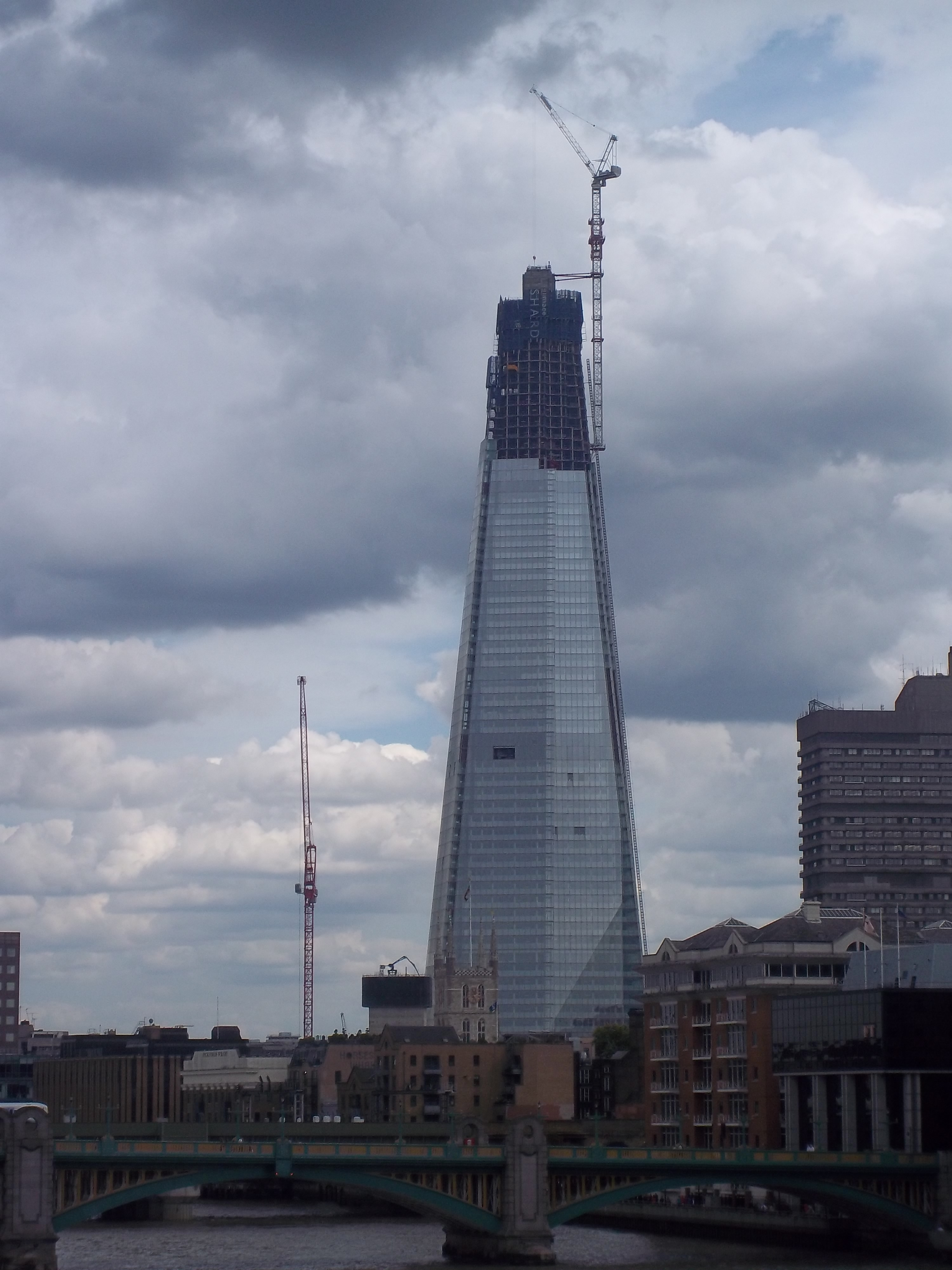
Agost de 2011